# Marta Carissimi
Marta Carissimi (* 3. Mai 1987) ist eine italienische ehemalige Fußballspielerin.

## Karriere
Von 2003 bis 2011 spielte Carissimi bei der ACF Torino, seitdem bei der ASD CF Bardolino.
In der A-Nationalmannschaft hatte sie am 21. Februar 2007 ihren Einstand im Spiel gegen die Niederlande. Bei der Europameisterschaft 2009 in Finnland erreichte sie mit ihrer Mannschaft das Viertelfinale.